# Basilique Notre-Dame-de-Pitié de La Chapelle-Saint-Laurent
La basilique Notre-Dame-de-Pitié de La Chapelle-Saint-Laurent est un sanctuaire et un lieu de pèlerinage situé dans la commune de La Chapelle-Saint-Laurent, dans le département des Deux-Sèvres et la région Nouvelle-Aquitaine. 
Construite à partir de 1891 sur une hauteur dominant le bocage bressuirais, elle abrite une statue de « Notre-Dame-de-Pitié » vénérée depuis le XVIe siècle.

## Histoire
Les origines du pèlerinage à Notre-Dame-de-Pitié restent relativement obscures et se confondent avec les légendes locales. Certaines traditions orales évoquent ainsi la découverte vers le XVIe siècle d'une statue de la Vierge par un cultivateur de la paroisse. S'aventurant dans quelque bosquet afin de s'y reposer un instant, celui-ci aurait découvert la statue dans une niche ménagée dans un pan de mur à demi-ruiné, possible vestige d'un oratoire détruit au cours des guerres franco-anglaises. Portant la statue à l'église paroissiale afin de la mettre en sécurité, il fut stupéfait de la retrouver à son emplacement d'origine le lendemain. Le phénomène aurait eu lieu à au moins trois reprises, ce qui détermina la construction d'une nouvelle chapelle sur le plateau.
Quelques décennies plus tard, alors que le pays est en proie aux troubles religieux opposant catholiques et réformés, la région est victime d'une bande de pillards se réclamant de la Réforme. Ayant à leur tête un ancien moine, ils se livrent aux pires excès et détruisent, outre l'église paroissiale, la petite chapelle du hameau de Pitié. Reconstruite à la fin des hostilités, la nouvelle chapelle est inaugurée par l'évêque de Poitiers, Geoffroy de Saint-Belin, le 29 novembre 1604. Le déplacement d'un prélat de cette importance dans un lieu aussi reculé témoigne à lui seul de l'existence d'un pèlerinage dès cette époque, à propos duquel les témoignages font cependant souvent encore défaut.
Le sanctuaire prend toute son importance au moment des guerres de Vendée, Notre-Dame de Pitié étant considérée par les insurgés comme l'une de leurs protectrices. Pour cette raison, les républicains tentent à plusieurs reprises d'incendier l'oratoire, sans néanmoins parvenir à leurs fins.
Dans la première moitié du XIXe siècle, la chapelle apparaît cependant comme un édifice relativement vétuste et inadapté aux célébrations religieuses. Le nouveau curé de la paroisse, l'abbé Laurentin, projette rien moins que remplacer le modeste sanctuaire par une vaste église de pèlerinage. Les plans sont dessinés et les fonds réunis au compte-goutte. En 1891, la première pierre du nouvel édifice est pourtant posée.
Arrêtés au moment de la Première Guerre mondiale, les travaux sont finalement repris en 1920, tandis qu'un comité pour l'achèvement de la basilique est mis sur pied. Le 1er mars 1964, le sanctuaire est élevé au rang de basilique mineure par un bref apostolique du pape Paul VI.

## Architecture
La basilique forme un ensemble monumental typique de l'architecture néogothique, un style très en vogue dans la seconde moitié du XIXe siècle. Basée sur un plan en forme de croix latine, elle se compose d'une large nef de quatre travées bordée de collatéraux, d'un transept saillant et d'une abside entourée de chapelles rayonnantes. Le vaisseau central est éclairé par de larges baies ogivales à trois lancettes, tandis que les murs des bas-côtés sont percés d'étroites baies géminées. L'ensemble de l'édifice est couvert de croisées d'ogives quadripartites (nef) ou sexpartites (croisée).
La monumentalité du bâtiment est encore accentuée par son caractère inachevé : en effet, la flèche de 80 mètres qui devait s'élever en façade n'a jamais été construite, faute de crédits suffisants.
Le sanctuaire abrite une pietà datant de la fin du XVe siècle. Située sur un piédestal, à droite du chœur, elle est venue remplacer la statue d'origine dont on perd la trace au XVIe siècle. Mutilée par des soldats républicains durant les guerres de Vendée, la statue est réparée tant bien que mal. Il faut attendre 2001 pour qu'elle soit entièrement restaurée.

## Liens Externes
- Basilique Notre-Dame de Pitié - La Chapelle-Saint-Laurent - Site officiel de la commune
- [PDF] Basilique Notre-Dame-de-Pitié - Archives historiques - Diocèse de Poitiers